# 管大耀
管大燿（1541年—？），字德臣，號瀛易，浙江寧波府鄞縣人，民籍，明朝政治人物。

## 生平
嘉靖四十三年（1564年）甲子科浙江鄉試第三十八名舉人，萬曆二年（1574年）中式甲戌科會試第三十七名，二甲第十四名進士。未授官病死。

## 家族
曾祖管傑；祖父管澤；父管椿。母史氏。具慶下。從兄管大勳（南京光祿寺卿），弟管大炯、管大爟、管大燁、管大熠、管大煥。